# يو إف سي ليلة القتال: مونيوز ضد موساوي
يو إف سي ليلة القتال: مونيوز ضد موساوي (بالإنجليزية: UFC Fight Night: Muñoz vs. Mousasi)‏ هو حدث لفنون القتال المختلطة نظمته يو إف سي، أُقيم في 31 مايو 2014، على أو 2 وورلد في برلين، ألمانيا.